# Bolboceras capitatum
Bolboceras capitatum är en skalbaggsart som beskrevs av John Obadiah Westwood 1848. Bolboceras capitatum ingår i släktet Bolboceras och familjen Bolboceratidae. Inga underarter finns listade.